# Садаковский (Удмуртия)
Садаковский — починок в Завьяловском районе Удмуртии, входит в Подшиваловское сельское поселение. Находится в 25 км к юго-западу от центра Ижевска, на правом берегу реки Лудзинка, выше деревни Лудзя-Норья.